# Сен-Сатюр
Сен-Сатю́р (фр. Saint-Satur) — коммуна во Франции, находится в регионе Центр. Департамент — Шер. Входит в состав кантона Сансер. Округ коммуны — Бурж.
Код INSEE коммуны — 18233.

## География
Коммуна расположена приблизительно в 175 км к югу от Парижа, в 95 км юго-восточнее Орлеана, в 45 км к северо-востоку от Буржа.
В юго-восточной части коммуны река Вовиз впадает в Луару, которая образует всю восточную границу коммуны.

## Население
Население коммуны на 2008 год составляло 1659 человек.
| 1962 | 1968 | 1975 | 1982 | 1990 | 1999 | 2008 |
| ---- | ---- | ---- | ---- | ---- | ---- | ---- |
| 1661 | 1759 | 1774 | 1961 | 1805 | 1731 | 1659 |

## Администрация
| Период | Период | Фамилия   | Партия                    | Примечания               |
| ------ | ------ | --------- | ------------------------- | ------------------------ |
| 2001   | 2011   | Ги Пубо   | Союз за народное движение | член генерального совета |
| 2011   | 2014   | Клод Сино |                           |                          |

## Экономика
В 2007 году среди 962 человек в трудоспособном возрасте (15-64 лет) 701 были экономически активными, 261 — неактивными (показатель активности — 72,9 %, в 1999 году было 69,0 %). Из 701 активных работали 633 человека (343 мужчины и 290 женщин), безработных было 68 (31 мужчина и 37 женщин). Среди 261 неактивных 81 человек были учениками или студентами, 109 — пенсионерами, 71 были неактивными по другим причинам.

## Достопримечательности
- Церковь Сен-Пьер[фр.] (XIV век). Исторический памятник с 1840 года[3]
- Аббатство Сен-Сатюр[фр.] (XIV век). Исторический памятник с 2003 года[4]

## Фотогалерея

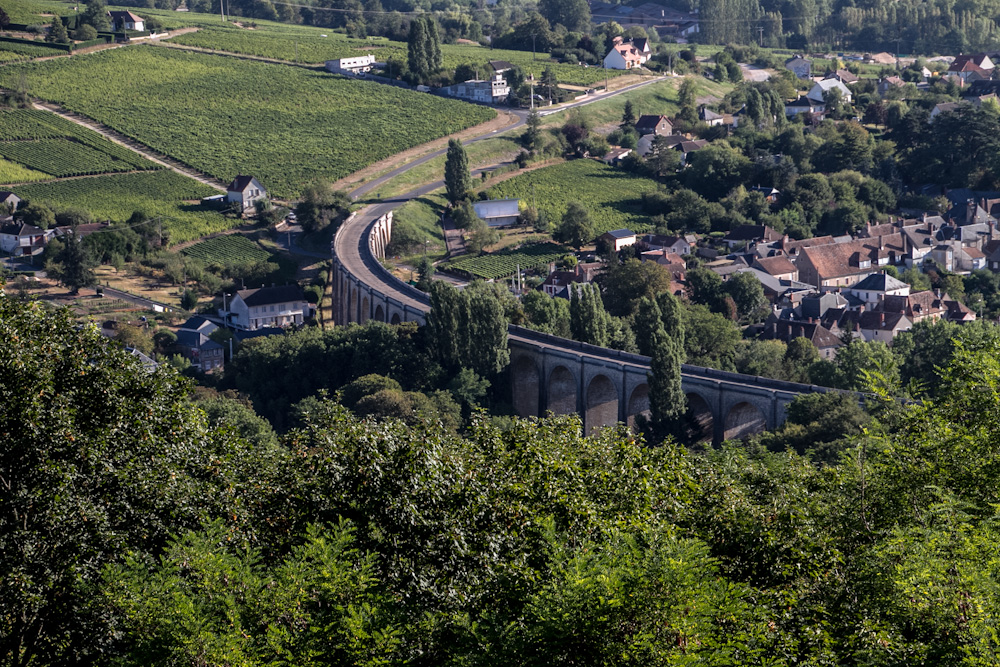
Сен-Сатюр
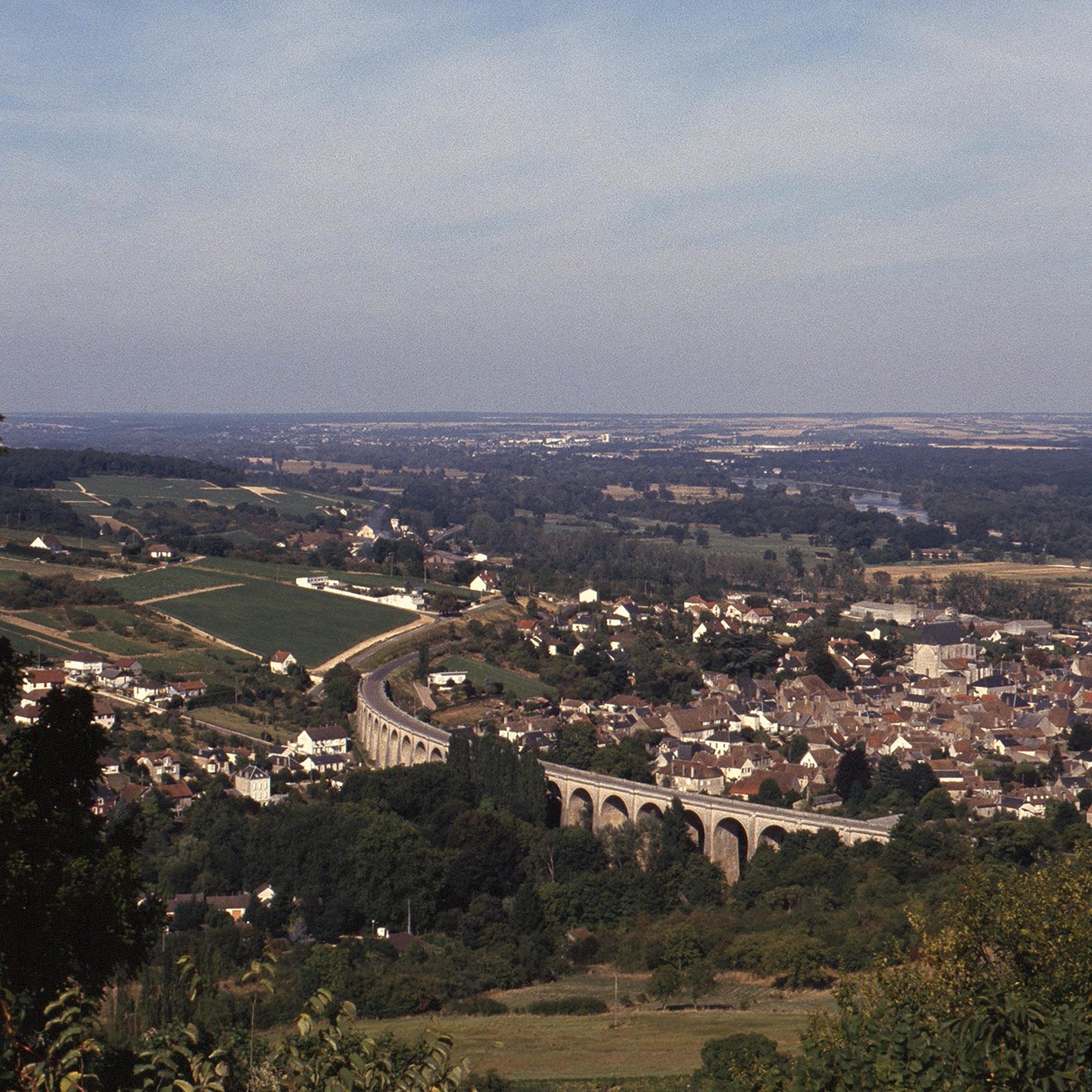
Сен-Сатюр
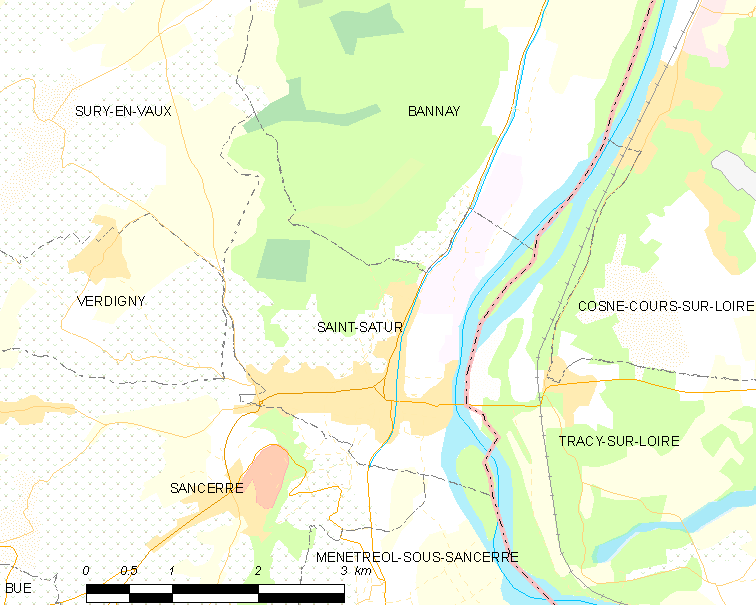
Карта коммуны